# 마루야마정 (홋카이도)
마루야마정(일본어: 円山町)은 일본 홋카이도 삿포로군에 설치되었던 정이다. 현재의 삿포로시에 해당한다.